# Crema Yvette
La Crema Yvette, chiamata anche Creme Yvette, Creme d'Yvette o Creme de Yvette, è un liquore brevettato ricavato da petali di viola con more, lamponi rossi, fragole selvatiche e cassis, miele, buccia d'arancia e vaniglia. Era inizialmente prodotto da Charles Jacquin et Cie a Philadelphia, Pennsylvania, che acquistò il marchio  precedentemente creato dalla Sheffield Company in Connecticut. Diventò quasi impossibile da trovare dopo che la produzione fu interrotta nel 1969. Il liquore è stato, comunque, riesumato recentemente da Rob Cooper, il creatore del St. Germain, un liquore fatto con fiore di sambuco.
Nell'autunno del 2009, 40 anni dopo aver interrotto la produzione, Charles Jacquin et Cie reintroduce il liquore.
Secondo la rivista Living di Martha Stewart, del marzo 2010, "La crema Yvette, un liquore viola vecchio 100 anni, è stato distribuito nuovamente. Mescolando bacche fresche, vaniglia, spezie, e petali di viola, l'elaborato liquore ha una dolcezza sottile che si ravviva quando è mischiato al vino frizzante."
Molti drink che richiedono la Crema Yvette possono essere fatti usando la creme de violette.